# توسل به احساسات
توسل به احساسات یا توسل به عواطف (به لاتین: argumentum ad passiones) مغالطه‌ای است که مشخصه‌ی آن برانگیختن احساسات مخاطب برای شکست‌دادن یک استدلال است، به‌ویژه در نبود شواهد مبتنی بر واقعیّت. این نوع توسّل به احساس، نوعی از تجاهل المطلوب(نادان‌نماییِ خوشایند) است و شامل مغالطه‌های متعدّدی مانند توسل به نتیجه‌ها، توسل به ترس، توسل به تملق، توسل به ترحم، توسل به تمسخر، توسل به کینه‌ورزی، و پندار آرزومندانه را دربر می‌گیرد.
نمونه‌ای از این نوع مغالطه، در تبلیغ یک کالا با ترساندن مشتری از کالاهای رقیب است، بدون ارائهٔ شواهد مستدل.